# Iris cathayensis
Iris cathayensis là một loài thực vật có hoa trong họ Diên vĩ. Loài này được Migo miêu tả khoa học đầu tiên năm 1939.